# Karen Roe
Pour les articles homonymes, voir Roe.
Karen Roe est un personnage fictif de la série télévisée Les Frères Scott, interprété par Moira Kelly.

« On n'est pas dans un film des années 50 tout de même, il n'y a plus de honte à être une mère célibataire et je n'ai pas à raser les murs en me cachant sous un foulard et des lunettes noires. »

— Karen Roe (saison 1 épisode 7)

## Histoire du personnage
Karen Roe est née en 1970, de Cynthia et Oliver Roe, à Tree Hill en Caroline du Nord. À l'époque du lycée, elle est sortie avec Dan Scott. Elle tombe enceinte de Dan, âgée seulement de 18 ans, alors qu'ils sont tout juste diplômés. Karen décide de garder le bébé malgré le fait que Dan l'ai abandonnée pour poursuivre ses études à l'université. 
Karen est la mère de Lucas Scott. Elle a élevé son fils seule, avec l'aide de Keith, le frère ainé de Dan et donc l'oncle de Lucas. Karen possède un café à Tree Hill, le " Karen's Café ".

## Karen, à travers les saisons

### Saison 1
Karen et Lucas vivent ensemble dans la ville de Tree Hill en Caroline du Nord. Lucas est fan de basket-ball et sa mère a peur qu'il suive les traces de son père. Finalement, Lucas est recruté dans l'équipe du lycée. Il joue avec le second fils de Dan, Nathan. Karen ne voit pas d'un très bon œil l'admission de son fils dans l'équipe. Cependant, Keith réussit à la convaincre. Keith et elle sont très proches. Quand elle décide de partir pour un stage de cuisine en Italie, elle lui laisse la garde de son fils. D'autre part, Karen se lie d'amitié avec la femme de Dan, Deborah. Keith la demande en mariage mais celle-ci décline sa proposition, ce qui crée un froid entre eux. Karen n'apparaît pas dans certains épisodes à cause d'un stage.

### Saison 2
Karen décide de reprendre ses études, elle suit des cours de gestion d'entreprise. Elle s'éprend alors de son professeur, Andy Hargrove, plus jeune qu'elle. Ils rompent à la fin de la saison lorsque Andy doit retourner en Nouvelle-Zélande. Karen décide alors d'ouvrir une boîte ouverte aux jeunes de la ville, le " Tric ", comme expansion du café. Deb est son associée et Peyton s'occupe de la programmation des concerts.
Karen héberge également Brooke Davis, dont les parents ont quitté la ville. Elle agit comme une mère envers la jeune fille.

### Saison 3
Lorsque Keith revient en ville, lui et Karen commencent à sortir ensemble et se fiancent rapidement. Keith lance une procédure d'adoption de Lucas avec l'accord de Karen et Lucas. Le bonheur pour Karen est de courte durée. Une prise d'otage a lieu dans le lycée et Keith est tué par son frère, Dan. Karen souffrira énormément de la mort de Keith qu'elle considérait comme l'homme de sa vie. Whithey viendra la voir et lui parlera en lui disant que lui aussi a perdu son grand amour et qu'il est là pour elle mais qu'elle doit se ressaisir pour Lucas. À la fin de la saison, on apprend qu'elle attend un enfant de Keith.

### Saison 4
Karen doit gérer sa nouvelle grossesse sans Keith. Elle s'occupe tout de même de son café et du club. Elle aide et conseille aussi Haley avec sa grossesse. Karen se rapproche ensuite de Dan, qui lui promet de ne pas refaire les mêmes erreurs qu'avec Lucas, mais celui-ci découvre alors que c'est Dan qui a tué Keith. Lorsque Lucas menace Dan avec une arme s'il ne dit pas la vérité à Karen à propos de la mort de Keith, Karen tombe dans le coma. Elle parvient cependant à donner naissance, par césarienne, à une petite Lily Roe Scott. A la fin de la saison elle ira voir Dan en prison et lui dira que par sa faute sa fille ne connaîtra jamais son père.

### Saison 5
Karen est parti faire le tour du monde avec son petit-ami Andy, ainsi qu'avec sa fille, Lily (dont le père est Keith Scott). Elle a fermé le " Karen's Café " mais le club " Tric " tourne toujours aussi bien qu'à son ouverture. Elle n'apparaît que dans l'épisode 12 de la saison 5, à l'occasion du mariage de Lucas et Lindsey  Cependant avant le mariage de Lucas elle ira sur la tombe de Keith afin de déposer des fleurs. Elle repartira, avec Lily et Andy, une fois le mariage de Lucas annulé.

### Saison 6
Karen fait une surprise à Lucas et Peyton en revenant à Tree Hill après la naissance de leur fille, Sawyer Brooke Scott. Ils sont très contents de lui faire part de leur bonheur et de la revoir après tout ce temps. Elle n'apparaît que dans le dernier épisode de la saison 6.

### Saisons 7 à 9
Karen continue son tour du monde avec sa fille et Andy. Il est possible qu'elle ait également été invitée au mariage de Brooke et Julian mais qu'elle n'ait pas pu s'y rendre. Elle n’apparaît plus jamais dans la série à partir de la saison 6.

## Présent
Karen fait toujours le tour du monde à bord de son bateau, avec Andy et Lily. Elle s'est probablement mariée avec Andy.

## Citations
« Tree Hill est minuscule à l'échelle du monde. Qui sait ? Ma place est peut-être là ? Mais ailleurs il y a tellement de choses à découvrir. En Italie, c'était la première fois, depuis la naissance de mon fils, que je pouvais être libre de mon temps. Je n'ai jamais été que la mère de Lucas, et ce que je veux maintenant c'est... c'est retrouver la femme en moi »

— Karen Roe (saison 1 épisode 19)

« La foi, c'est continuer à croire quand tu sais que tu ne peux rien faire d'autre. »

— Karen Roe à Nathan (saison 3 épisode 3)

« J'ai une fille. Elle s'appelle Lily. Un jour, elle me demandera comment ça se fait que son papa n'est pas avec elle. Elle me demandera qui il était, et comment il est mort. Et ce jour-là, je plongerai mon regard dans ses grands yeux... ses yeux qui ne reflètent ni la méchanceté, ni la jalousie, ni la cruauté. Et je répondrai : ton père aurait fait n'importe quoi pour son petit frère et c'est ce frère qui t'a privé de l'amour de ton père pour toute ta vie. Ton père a été abattu par son frère, Lily. »

— Karen Roe à Dan (saison 4 épisode 21)